# Hainzl Industriesysteme
Hainzl Industriesysteme GmbH ist ein österreichisches Familienunternehmen mit Firmensitz in Linz. Der Systemanbieter in der Fluidtechnik und Prozessautomation, in der Antriebstechnik, bei Embedded Systems und in der Gebäude- und Elektrotechnik ist hauptsächlich in den Geschäftsfeldern Metallerzeugung und -verarbeitung, der Fahrzeugtechnik, des Maschinen-, Anlagen- und Sonderfahrzeugbaus sowie der technischen Gebäudeausstattung tätig. HAINZL Industriesysteme GmbH ist mit knapp 680 Mitarbeitern die größte Gesellschaft der HAINZL-Unternehmensgruppe. Zur Unternehmensgruppe gehören noch folgende Unternehmen: HAINZL Electronics Manufacturing GmbH, HAINZL Motion & Drives GmbH, HAINZL Motion & Drives d.o.o. Serbia, HAINZL Motion & Drives d.o.o. Slovenia, AQUASYS Technik GmbH, KAPPA Filter Systems GmbH und TECHNOTRADE spol. sr.o.

## Geschichte
1965 wurde die Firma der Ingenieure Hainzl & Bauer in Linz-Urfahr gegründet. Dort wurden die ersten Aggregate auf einem Bauernhof gefertigt. 1970 bezog das Unternehmen den jetzigen Standort an der Linzer Industriezeile. Im Jahr 1980 wurde der 100. Mitarbeiter eingestellt. Fünf Jahre später übernahm die Familie Hainzl das Unternehmen zu 100 % und firmierte es um in HAINZL Industriesysteme. Seitdem wurde der Standort in der Linzer Industriezeile erweitert. Der letzte große Zubau fand 2009 statt. 1993 gründete HAINZL gemeinsam mit Klaus Krüger die Firma KAPPA Filter Systems GmbH in Steyr. Diese entwickelt und produziert Filter zur industriellen Luftreinhaltung. 1993 begann die Entwicklung von Brandbekämpfungssystemen mittels Hochdruck-Wassernebel, die unter der Marke „Aquasys“ angeboten werden. Am 1. Januar 2020 erfolgte die Übergabe der Geschäftsführung der HAINZL Industriesysteme GmbH von Martin Hainzl an Wilhelm Eibner und Björn Fellner. Martin Hainzl wechselte in den Aufsichtsrat. Bis April 2021 war auch das Unternehmen SAWI Electronic GmbH Teil der Gruppe. Es war in geringem Ausmaß auch als Zulieferbetrieb für Hersteller in der Sicherheits- und Wehrtechnik tätig. Es wurde an die DeNovus GmbH veräußert. Im Jahr 2024 beschäftigte HAINZL rund 1.000 Mitarbeiter und erwirtschaftete eine Gruppenleistung von 204 Millionen Euro.

## Tätigkeitsfelder
HAINZL produziert Systeme in der:
- Fluid- & Prozesstechnik
- Antriebs- & Automatisierungstechnik und
- Gebäude- & Elektrotechnik

sowie für
- elektronische Steuerungs- & Bediensysteme
- Prüf- & Testsysteme
- Prozessdaten- & Zustandsüberwachungssysteme und
- Montage- & Handlingssysteme

## Auszeichnungen und Preise
1990 wurde Hainzl die Berechtigung zur Führung des Staatswappens der Republik Österreich verliehen. Die Österreichische Physikalische Gesellschaft verlieh 1991 den „AVL-List-Preis“ für die erfolgreiche Zusammenarbeit zwischen Universität Linz und Hainzl Industriesysteme.
2012 erhielt Hainzl für seine Lehrlingswerkstätte den Anton Benya Preis, welcher vom Bundespräsidenten persönlich überreicht wurde. Gewürdigt wurde bei diesem Projekt vor allem die gute Zusammenarbeit zwischen Betriebsrat, Ausbildungsleitung und Geschäftsführung. So konnten wesentliche Verbesserungen für die Lehrlinge vereinbart werden, wie z. B. Lernhilfen, gruppendynamische Aktivitäten und eine Geldbelohnung bei guter Lehrabschlussprüfung.
2013 wurde die Hainzl-Lehrwerkstätte erneut ausgezeichnet und erhielt von der WKOÖ den INEO-Preis.
2015 feierte Hainzl nicht nur sein 50-jähriges Jubiläum, sondern erhielt gleich drei Auszeichnungen: den AVL Supplier Award 2014 in der Kategorie "Supply Excelence", die Auszeichnung zum Linzer Traditionsbetrieb 2015 und die Auszeichnung zum "Linzer Unternehmen des Jahres 2015" von der WKO.
2021 erhielt Hainzl den Pegasus-Preis in Gold in der Kategorie "Erfolgsgeschichten".
2021 wurde Hainzl als „Great Place to Work“ ausgezeichnet.